# Школа № 189 (Киев)
Средняя школа № 189 или официально Средняя общеобразовательная школа І-ІІІ ступеней № 189 с углубленным изучением английского и немецкого языков с первого класса Деснянского района г. Киева (укр.  Середня загальноосвітня школа І-ІІІ ступенів № 189 з поглибленим вивченням англійської та німецької мов з першого класу Деснянського району м. Києва) является коммунальным образовательным учреждением, осуществляющим обучение по общеобразовательной и специализированной программе.

## История
Школа была открыта Решением исполнительного комитета Киевского городского совета депутатов трудящихся 1 сентября 1967 года. Это была первая средняя школа на Лесном массиве — микрорайоне Деснянского района Киева. На то время школа была одной из немногих в городе, преподавание в которой велось на украинском языке.
Первым директором школы была назначена Софья Григорьевна Яровая. Софья Григорьевна, которой тогда было 42 года, к тому времени 20 лет проработала учителем русского языка и литературы, окончила учительский институт с отличием, а после этого получила два дополнительных высших образования заочно. Спустя четыре года школа вошла в десятку лучших в СССР по организации спортивно-массовой работы.
Одной из проблем первых лет работы школы был переход на кабинетную систему обучения, предусматривающий создание профильных кабинетов по физике, химии, черчению и другим дисциплинам. Значительную роль в формировании и развитии материально-технической базы школы сыграло шефствующее предприятие — дарницкое производственное объединение «Химволокно».
С начала 70-х до середины 80-х школа характеризовались активным участием педагогов и учеников во всевозможных спортивно-воспитательных мероприятиях идейного характера. Военно-полевые игры «Зарница», летние трудовые лагеря в колхозах и совхозах, шефство над ветеранами ВОВ, различные смотры и конкурсы — всё это было неотъемлемой частью школьной жизни того периода. Школа участвовала во всесоюзных и республиканских социалистических соревнованиях за лучшую подготовку к 1972/73, 1978/79, 1982/83, 1985/86 учебным годам.
В 1987 году организация получила статус школы с углубленным изучением английского и немецкого языков с 1 класса. Это стало началом перехода от общеобразовательной к профильной специализации школы. По результатам государственного лицензирования, проведённого в мае 1996 года, школа подтвердила статус специализированной с углублённым изучением иностранных языков. В период 2006—2010 гг., в рамках модернизации старшей школы на основе профильности, школа вошла в систему допрофессионального обучения.

## Учебный процесс
Сейчас[когда?] в 40 классах обучается 1084 ученика. Из них углубленно изучают английский и немецкий языки в 24 классах. В школе оборудовано 12 кабинетов иностранных языков, 2 компьютерные класса. В аудиториях школы функционирует отделение Вторых Киевских курсов иностранных языков, которое имеет опыт преподавания 17 иностранных языков.
Ученики школы принимают активное участие в районных, городских олимпиадах и секциях Малой академии наук, ежегодно занимают призовые места на различных олимпиадах и конкурсах. По результатам Внешнего независимого тестирования выпускников общеобразовательных учреждений города у школы достаточно высокие показатели по украинскому языку и литературе, математике, истории Украины и английскому языку. На базе школы осуществляется подготовка старшеклассников по следующим направлениям:
- секретарь-машинистка (при содействии КНТЭУ);
- оператор компьютерного набора (при содействии КНТЭУ);
- референт со знанием иностранного языка и ПК (при содействии НПУ им. Драгоманова);
- референт-переводчик (при содействии НПУ им. Драгоманова);
- референт по страноведению (НПУ им. Драгоманова).

Школа принимает участие в конкурсном отборе по международной программе обмена старшеклассников FLEX (future leaders exchange), инициированной Американским советом по международному образованию ACTR/ACCELS. На сегодня школа является членом Всеукраинской общественной организации «Возрождённые гимназии Украины». На базе школы активно работают различные спортивные секции и кружки. На открытой площадке школьного стадиона в зимнее время года функционирует бесплатный каток.

## Преподавательский состав
Учебно-воспитательный процесс в школе обеспечивают более 70 высококвалифицированных педагогов.
За время своего существования школа выпустила около 3,5 тысяч учеников, из них золотой медалью награждены 37 человек, серебряной — 57. Среди выпускников школы: Вячеслав Евстратенко — многократный чемпион и призёр первенства Украины по баскетболу в составе БК «Киев», капитан сборной Украины, лучший игрок 2002, 2003 годов; Александра Азарова — легкоатлетка, чемпионка Украины по бегу на 5 км, кандидат в национальную сборную по марафону; Наталия Козицкая — вице-мисс Киева 1994 г., вице-мисс Украина 1995 г., участница конкурса «Мисс Вселенная», эстрадная певица и др.